# Louis Hennepin
Louis Hennepin (baptisé Antoine), né le 12 mai 1626 à Ath dans le comté de Hainaut (Belgique) et mort le 5 décembre 1704 à Rome, en Italie, est un prêtre franciscain de l’ordre des Récollets, missionnaire et explorateur des terres intérieures de l’Amérique du Nord.
Dans trois livres qui jouiront longtemps d'une grande popularité, il fait le récit de ses voyages en Amérique et tente de s'approprier la primeur de la descente du Mississippi — effectuée par René-Robert Cavelier de La Salle en 1682. Il s'imposera ainsi pendant près de deux siècles comme un prodigieux explorateur et sa mémoire est toujours en honneur dans la toponymie du Minnesota. Toutefois, la révélation de ses plagiats massifs a jeté de l'ombre sur son image et mis en évidence une ahurissante mystification, qui fait de lui une personnalité énigmatique.

## Biographie

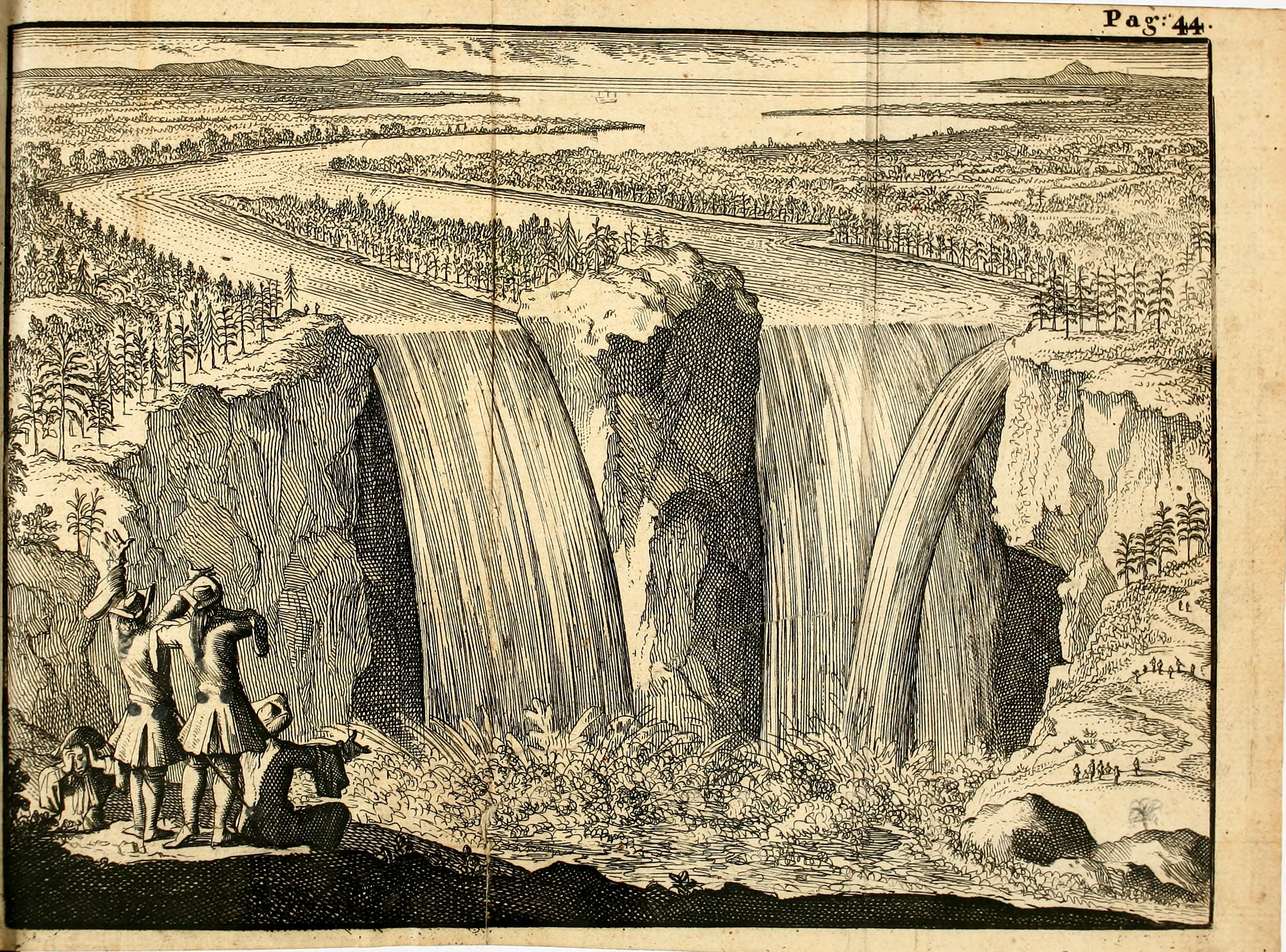
Illustration des Chutes du Niagara dans Nouvelle découverte (1697).

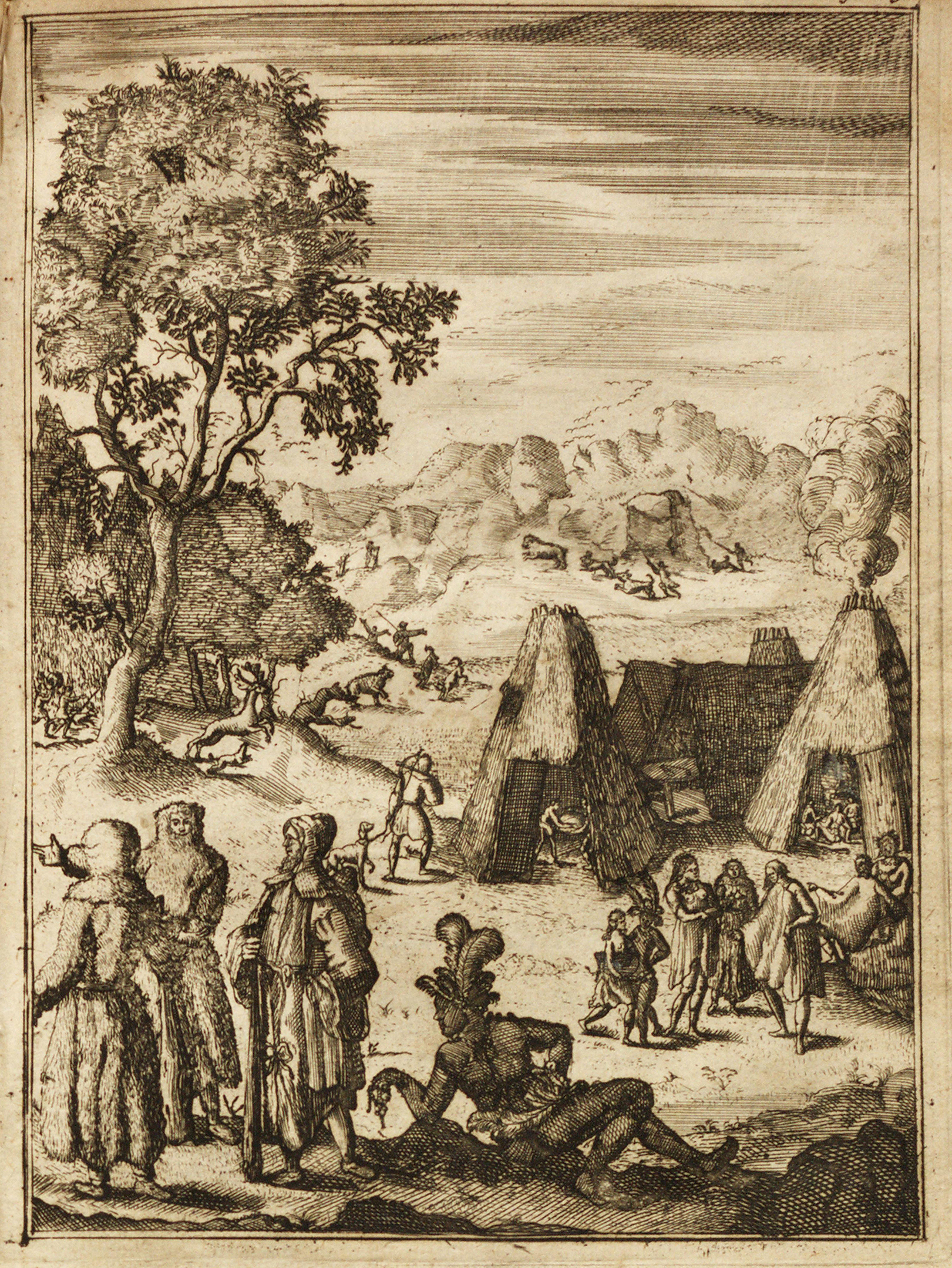
Illustration de l'habillement, dans l'édition hollandaise de Description de la Louisiane (1683)

Sa vie nous est connue principalement par le récit qu’il en a fait dans ses ouvrages. Né en 1626 à Ath — alors sous le contrôle du roi d'Espagne —, il est le premier enfant de ses parents et se prénomme Antoine. Il a peut-être fait ses humanités à Ath. À 17 ans, il entre au couvent des franciscains à Béthune, alors également sous contrôle espagnol, et prend comme prénom en religion « Louis ». Il devient Français en 1645, quand Béthune est prise par l'armée de Louis XIV. Il est nommé aumônier des armées en 1672 et assiste au siège de Maastricht aux côtés du maréchal d’Estrades. Le 11 août 1674, il est à la bataille de Seneffe, où Louis II de Bourbon-Condé arrête les troupes de Guillaume d’Orange.
Sur demande de Louis XIV, les Récollets envoient quatre missionnaires en Nouvelle-France en mai 1675, dont Hennepin et Chrestien Le Clercq. Ils s’embarquent pour Québec en compagnie de René Robert Cavelier de La Salle. Pendant deux ans, Hennepin parcourt le Canada jusqu’aux grands lacs, fréquentant les peuples autochtones et apprenant leurs langues. En 1676, il installe une mission à Fort Frontenac que venait d’établir Cavelier de La Salle, à la jonction de la Cataraqui avec le lac Ontario. Il y reste environ deux ans et demi, visitant les Onneiouts et les Onondagas, puis se rendant chez les Agniers dont il visite trois villages. À l'été 1678, il fait  un bref séjour à Québec, puis revient à Fort Frontenac à l'automne.

En 1678, Cavelier de La Salle est chargé par Louis XIV de coloniser de nouvelles terres et reçoit le monopole du commerce des fourrures dans les régions à découvrir. L’explorateur obtient que le Père Hennepin et deux de ses collègues l’accompagnent dans son expédition, dont Zénobie Membre. L’expédition quitte Fort Frontenac le 18 novembre 1678 sur un brigantin de 10 tonneaux construit exprès pour cette expédition. Le 8 décembre, le voilier arrive devant les chutes du Niagara, dont  Hennepin est le premier à faire la description pour le public européen, n'hésitant pas à forcer un peu la note : 

« La chute de cet incomparable Saut est composée de deux grandes nappes d'eau, & de deux cascades avec une Isle en talus au milieu. Les eaux, qui tombent de cette grande hauteur, écument et bouillonnent de la manière du monde la plus épouvantable. Elles font un bruit terrible, plus fort que le tonnerre. Quand le vent souffle au Sud, on entend cet epouvantable mugissement à plus de quinze lieues,. »

Le reste de l’expédition atteint la rivière Niagara le 6 décembre 1678. Durant l’hiver, La Salle fait construire un navire, le Griffon. C’est le premier vaisseau à naviguer sur le lac Erié, le Huron et le Michigan. L'expédition lève l’ancre le 7 août 1679 et fait une halte à la mission Saint-Ignace de Michillimakinac, au nord du lac Michigan, puis se dirige au sud du lac, où ils érigent Fort Crèvecœur, près de l'actuel Peoria (Illinois), en janvier 1680. Les choses se gâtent toutefois avec la désertion de nombreux hommes du groupe qui emportent avec eux des équipements d’une importance cruciale pour leur expédition. La Salle décide alors de retourner à Niagara et confie à une équipe de trois hommes la mission de descendre la Seigneulay jusqu’à sa jonction avec le Colbert et d’explorer le cours supérieur du Mississippi : cette équipe est dirigée par Michel Accault et comprend le Père Hennepin et Antoine Auguel. Ils sont censés se retrouver tous à la fin de l'été à la jonction de la Wisconsin,. L'équipe se met en route le 29 février 1680. Ils atteignent l'embouchure de l'Illinois le 7 mars et s'engagent sur le Mississippi, qu'ils remontent jusqu'à l’emplacement de l’actuelle ville de Minneapolis, où se trouve une chute d’eau que Hennepin nomme « Saut Saint Antoine »,. Le 11 avril 1680, Hennepin et ses deux compagnons rencontrent un fort contingent de Sioux (Nadouessioux) qui les emmènent dans un village à dix-neuf journées de voyage. Ils y resteront durant trois mois tout en étant répartis dans diverses familles. Les autochtones sont intrigués en voyant le père Hennepin remuer les lèvres alors qu’il lit son bréviaire et le soupçonnent d'invoquer un esprit (Ouackanché). Le 25 juillet, Daniel Greysolon Duluth et cinq soldats français, mis au courant de leur présence par des Sioux alors qu’ils achetaient des fourrures près du Lac Supérieur, arrivent au village et négocient leur libération. Le groupe se remet en route à la fin de septembre, muni d’une carte fort précise du chemin à suivre que leur a dessinée le chef sioux. Ils passent l’hiver à Michilimakinak. En avril 1681, tandis que Accault s'installe au Fort Frontenac où il est marié à une Iroquoise, Hennepin se rend à Québec où il est fêté par ses confrères comme un revenant, avant de repartir pour la France à l'automne. Arrivé au Havre, Hennepin remonta la Seine en canot d'écorce jusqu'à Saint-Germain-en-Laye. Il se rend ensuite à Versailles vers la mi-décembre 1681.
Hennepin deviendra célèbre avec la publication de sa Description de la Louisiane, dans laquelle il raconte son voyage. Quand cet ouvrage paraît, la nouvelle était déjà parvenue en France que La Salle avait atteint en avril 1682 l'embouchure du Mississippi et qu'il avait nommé cette région la Louisiane en l'honneur du roi Louis. Hennepin fait d'ailleurs explicitement mention de la découverte de La Salle, tout en supprimant ce paragraphe lors de la réécriture qu'il en fera dans son Nouveau voyage, afin de s'en attribuer le mérite.
Nommé supérieur du couvent de Renty en 1684, Hennepin tombe soudainement en disgrâce. Le supérieur de sa communauté voulant le renvoyer comme missionnaire au Canada en 1685, il refuse en invoquant la constitution de l'ordre. En 1687, il est muté comme simple religieux à Saint-Omer puis expulsé de France. Son supérieur le nomme alors aumônier d’un couvent de Récollectines à Gosselies, où il reste de 1687 à 1692. En 1692, se sentant encore poursuivi, il entre en contact avec William Blathwayt auprès duquel il sollicite l’appui du roi d’Angleterre Guillaume III. En 1696, celui-ci lui permet de gagner la Hollande en habits civils.
Installé à Utrecht, il y publiera son deuxième ouvrage, Nouvelle découverte, en 1697 et Nouveau voyage en 1698. À la suite de la publication de La morale pratique du Jansénisme, il est attaqué par les autorités pour activisme catholique et doit quitter la ville en 1698.
Très populaire en Angleterre, il est invité en 1698 par la compagnie de Daniel Coxe à guider une expédition vers la bouche du Mississippi au moment où Pierre Le Moyne d'Iberville envisageait de lancer sa propre expédition, mais il refuse prudemment. Il se tourne vers l'ambassadeur de France à La Haye, M. de Bonrepaus, pour obtenir du ministre Pontchartrain la permission de retourner au Canada. Mais il se ravise, malgré un avis favorable de la Cour, et quitte secrètement la Hollande par bateau. Il est à Cadix en 1699 d'où il se rend à Rome, où il meurt le 2 décembre 1704 à l'âge de 78 ans.

## Ses livres
À l'exception de La morale pratique du Jansénisme, les trois livres que Hennepin a publiés portent sur son séjour en Amérique et principalement les années 1678-1681, au cours desquelles il a accompagné René-Robert Cavelier de La Salle jusqu'à Fort Crèvecœur pour ensuite poursuivre son expédition entre mars et septembre 1680. D'un livre à l'autre, des éléments s'ajoutent à son récit tandis que les contradictions et obscurités se multiplient.

### Description de la Louisiane

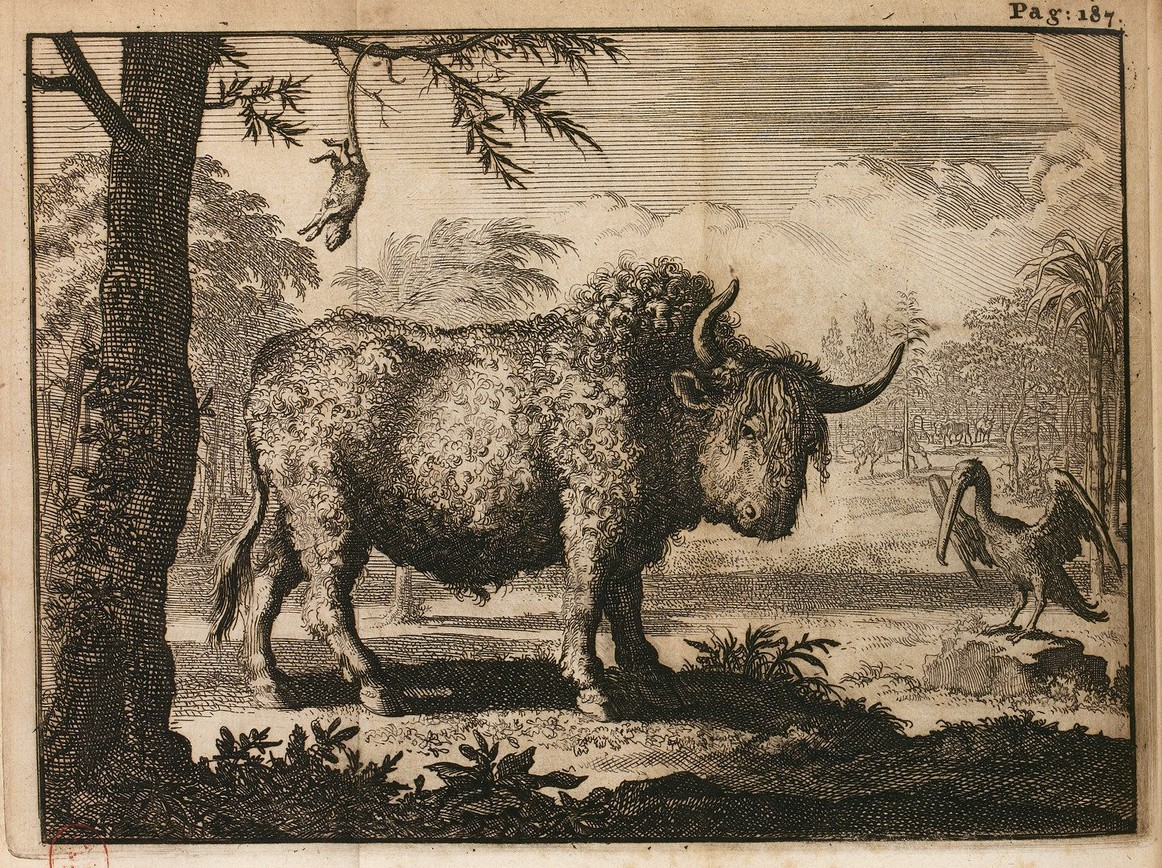
« Taureau sauvage » dans Hennepin (1704)

À la demande du ministre Le Tellier, Hennepin entreprend dès 1682 de rédiger un rapport sur son expédition afin d'en informer les autorités civiles. Il obtient ensuite la permission de publier ce rapport, qui sort à Paris le 5 janvier 1683 sous le titre Description de la Louisiane, nouvellement découverte au Sud’Oüest de la Nouvelle France. On y trouve la première mention sur une carte de la « Louisiane ». Comme on le voit dans cet ouvrage et sur la carte qui l'accompagne, les toponymes sont des noms de hauts personnages : lac de Condé ou de Tracy pour le lac Supérieur, lac Dauphin pour le lac Michigan, lac d’Orléans pour le lac Huron, lac de Conty pour le lac Érié et lac Frontenac pour le lac Ontario. Il en va de même pour les fleuves et rivières sur lesquels navigue Hennepin : le Mississippi est le fleuve Colbert et la rivière Illinois se nomme la Seignelay. Le titre du livre Description de la Louisiane et ces nombreux toponymes établissent la primauté de la France sur ces terres.
Ce premier ouvrage remporte un grand succès auprès d'un public avide de récits de voyage. Il sera publié à Londres (A New Discovery of a Vast Country in America, 1688) et traduit en plusieurs langues. Le texte en est largement repris dans Nouvelle découverte (1697).

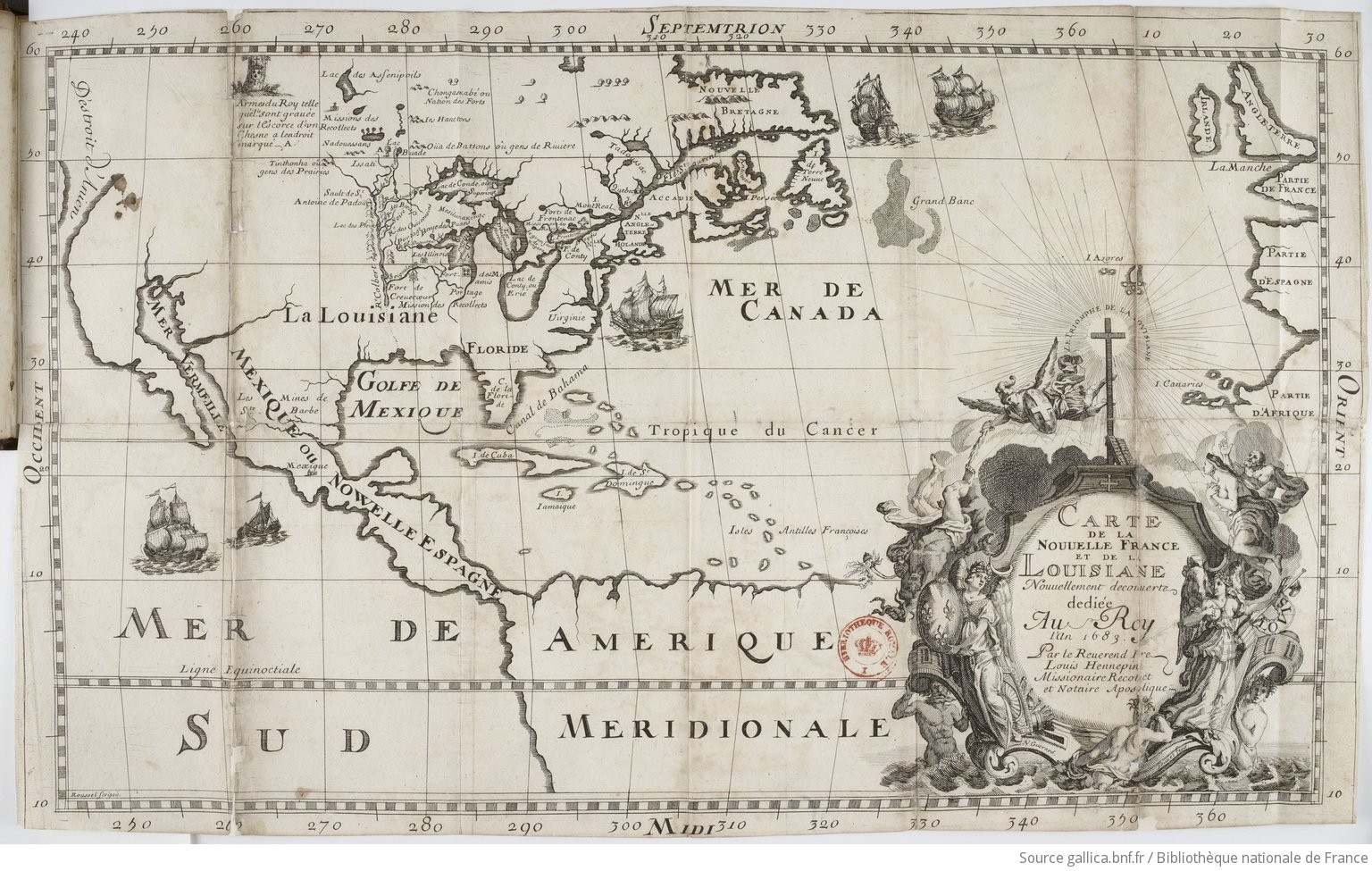
Carte de la Nouvelle-France par Louis Hennepin (1683)
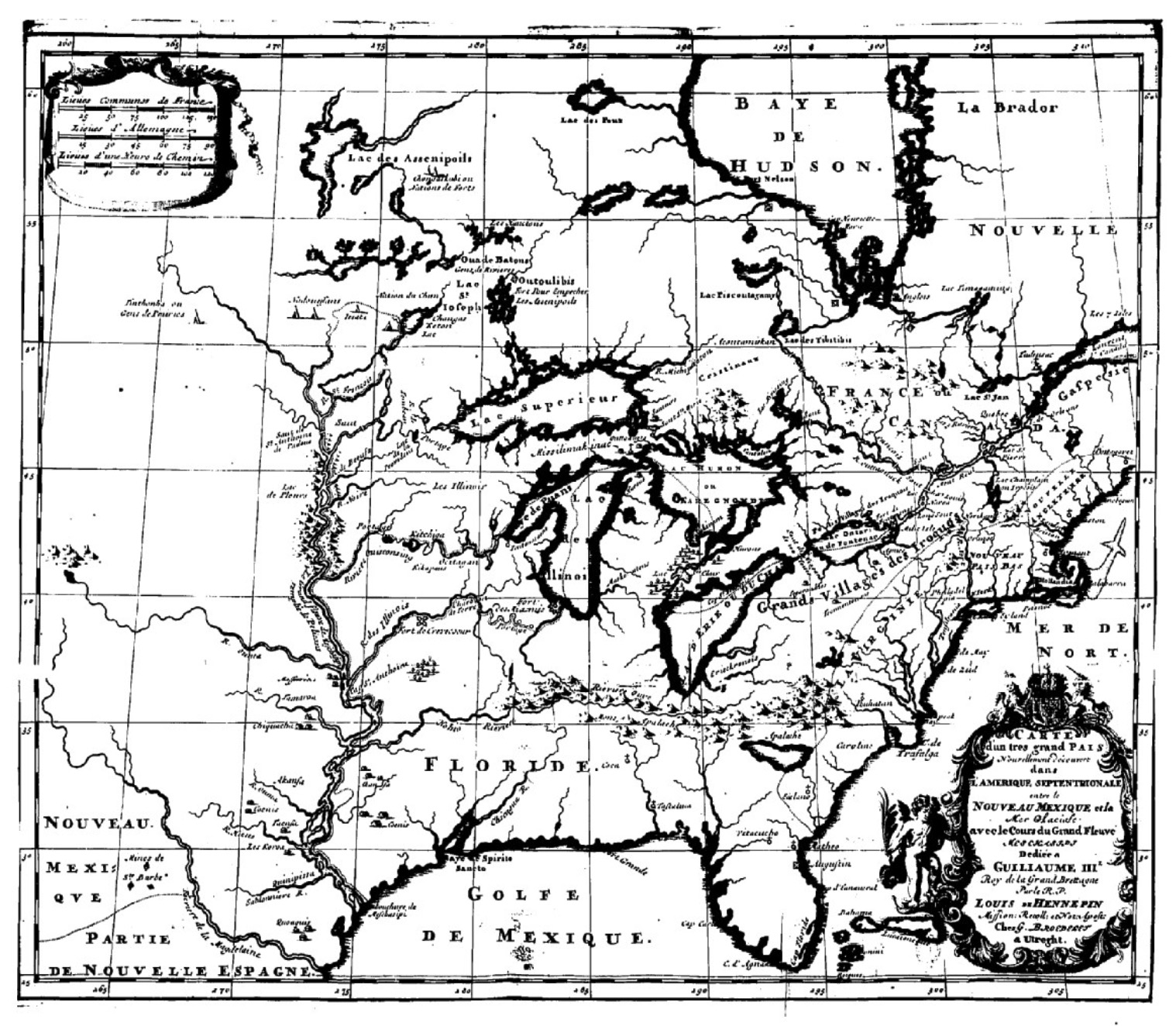
Carte dessinée par Louis Hennepin dans Nouvelle découverte (1697)
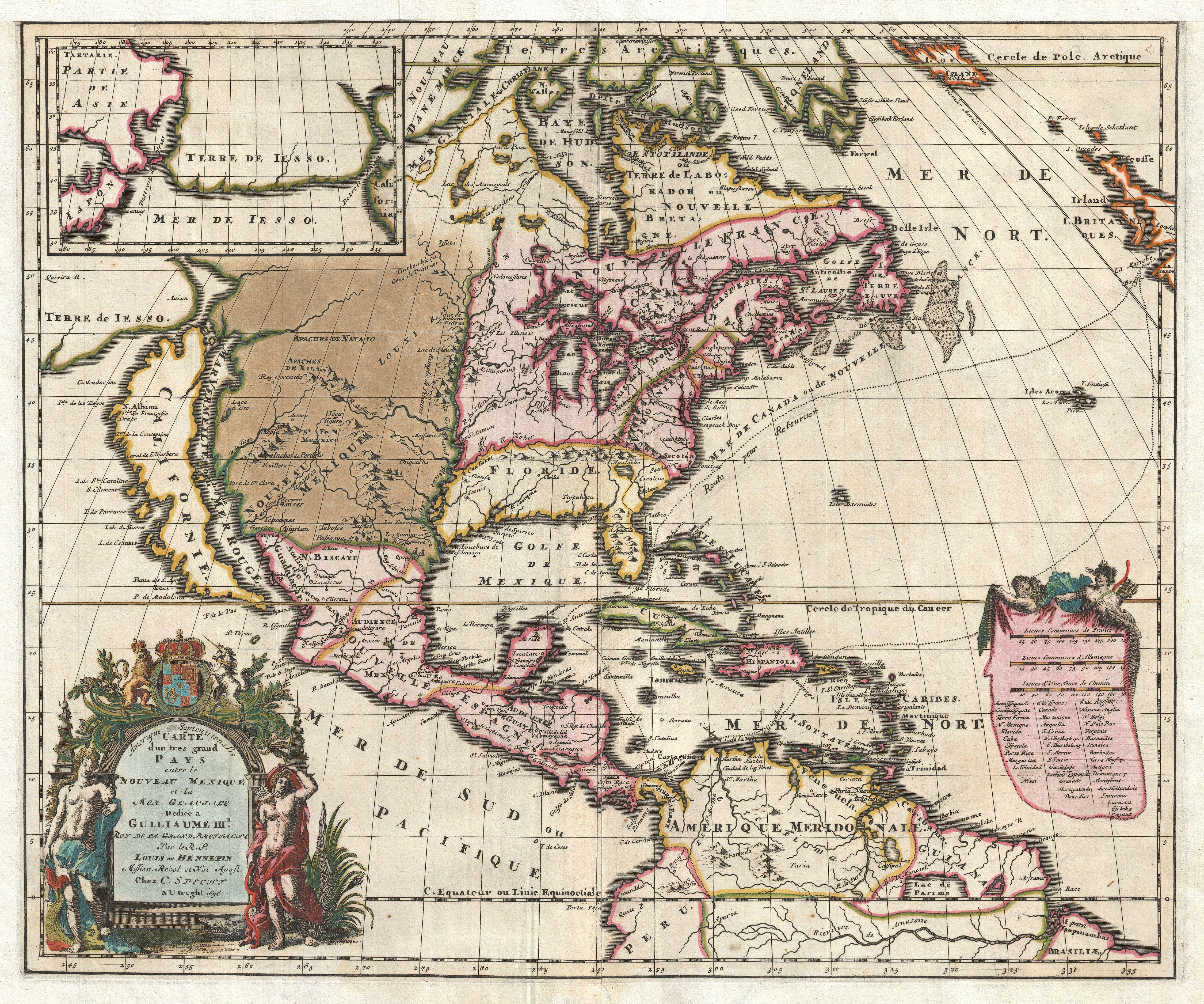
Hennepin, Map of North America (1698)
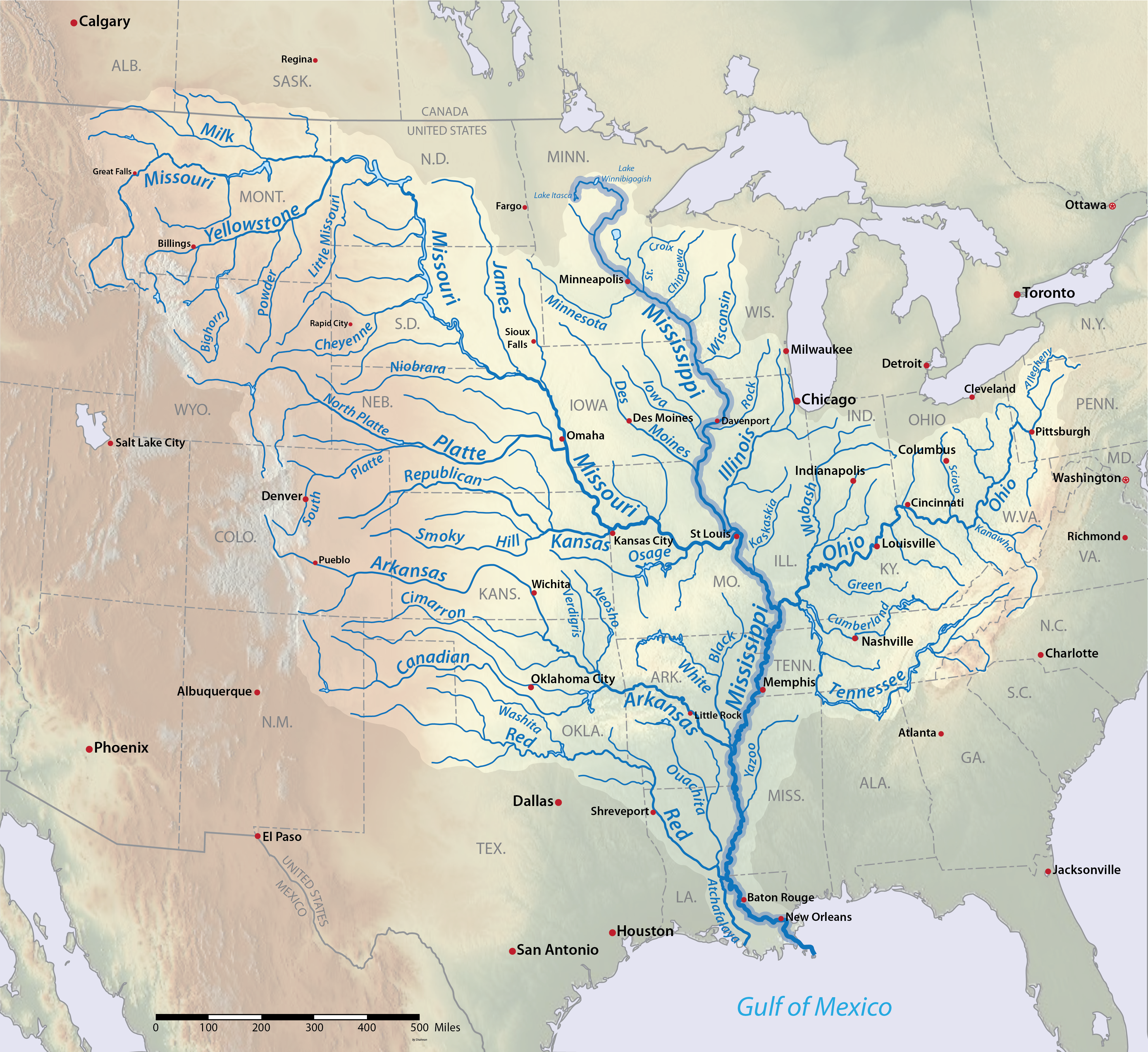
Carte actuelle du bassin du Mississippi

#### Les mœurs des Sauvages
La Description de la Louisiane est suivie d’un ouvrage d’une centaine de pages intitulé « Les mœurs des Sauvages », qui consiste en une série de courts chapitres décrivant principalement les coutumes des Iroquois et des Algonquins : fertilité du pays, origine mythique des Sauvages, caractéristiques physiques, remèdes contre les maladies, habillements, mariage, festins, jeux, incivilités, art de la guerre, cruauté, assemblées délibérantes, manières de chasser et de pêcher, ustensiles, ensevelissement des morts, superstitions et obstacles à leur conversion. Hennepin rapporte notamment le récit de création du continent américain qu’est le mythe de la tortue, dans la version des Iroquois : 

« On raconte chez eux une Histoire assez curieuse : ils disent qu’une femme descendit du ciel, & demeura quelque temps à voltiger en l'air, sans pouvoir trouver où mettre le pied : les poissons de la mer en ayant compassion, tinrent conseil pour deliberer lequel d’entre eux la recevroit; la Tortue se présenta & offrit son dos au dessus de l’eau, cette femme s’y vint reposer & y fit sa demeure. Les immondices de la mer s’étant ramassées autour de cette tortue, il s’y forma dans la suite une grande étendue de terre, qui fait présentement l'Amérique. Mais comme la solitude ne plaisait point nullement à cette femme, qui s’ennuyoit de n’avoir personne avec qui elle peut s’entretenir, pour passer un peu plus agréablement la vie qu’elle ne faisoit; il descendit d’en haut un esprit qui la trouva endormie de chagrin, il s’approcha d’elle imperceptiblement & luy fit deux fils, qui lui sortirent par le côté; ces deux enfants ne purent jamais par la suite du temps s’accorder ensemble, parce que l'un estoit meilleur chasseur que l’autre: ils avoient tous les jours quelques démêlés ensemble, & ils en vinrent à une telle extrémité qu’ils ne purent nullement se souffrir l’un l’autre; surtout il y en avoit un qui estoit d’une humeur farouche, il portoit une envie mortelle à son frère, qui avoit le naturel tout à fait doux : celui-ci ne pouvant plus souffrir le mauvais traitement qu’il en recevait continuellement, fut enfin obligé de se séparer de lui, & de se retirer au Ciel, d’où pour marque de son juste ressentiment, il fait de temps en temps gronder le tonnerre sur la tête de son malheureux frère; quelque temps après, l’esprit descendit encore à cette femme & lui fit une fille, de laquelle est venu un si grand peuple, qui occupe présentement une des plus grande partie du monde. »

S'interrogeant sur la perception de l'Amérindien dans cet ouvrage, Mylène Tremblay note que « préoccupé par son autohéroïsation, Hennepin regarde l’autre en fonction des pactes d’exploration et de conversion qu’il devait accomplir. Sa perception de l’autre résulte d’une distorsion de la réalité orientée vers la construction d’une figure du missionnaire idéal, ou, à tout le moins, idéalisé. »
Selon Armand Louant, cet ouvrage aurait été ajouté à la hâte à la Description afin de remplacer un second cahier du rapport remis à la Cour et d'étoffer le volume lorsqu'il a été décidé de le publier. C'est le texte le plus personnel et le plus intéressant de Hennepin qui, au lieu de se mettre en valeur en pillant ses confrères, rend compte de ce qu'il a entendu et observé lors de son séjour auprès des autochtones.

### Nouvelle découverte

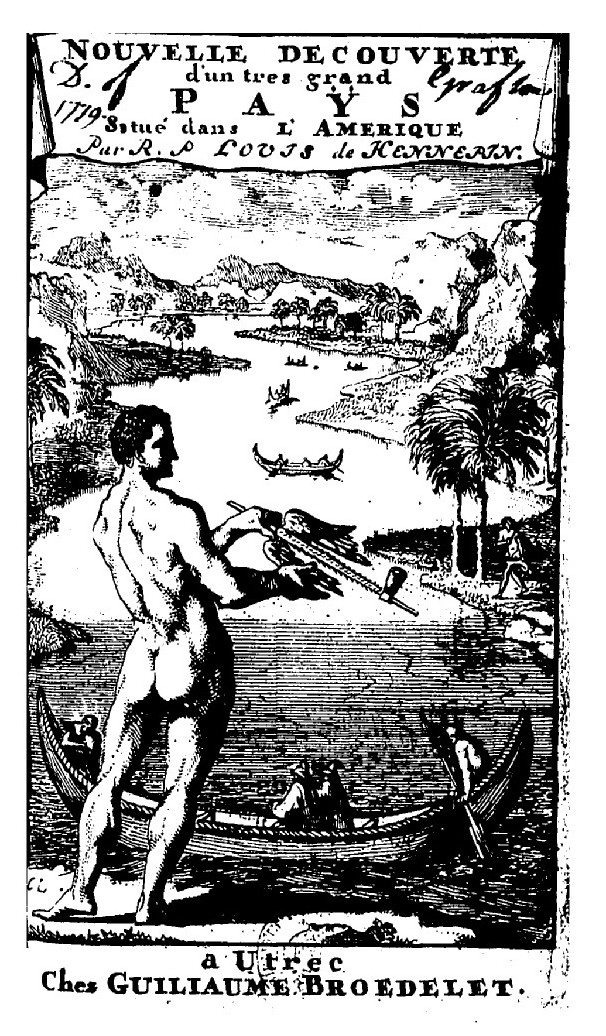
Frontispice de Nouvelle découverte par Louis Hennepin (1697)

Dans cet ouvrage explosif publié en 1697, Hennepin reprend et développe le texte de son voyage dans la Description de la Louisiane, qu'il découpe en 76 chapitres. Dans ce livre qui vise à inciter les Anglais à coloniser la Louisiane — afin de se venger du traitement reçu en France —, l'auteur prend bien soin de remplacer les termes « Français » par « Européens du Canada ». Surtout, à partir du chapitre 37, il ajoute le récit de sa prétendue descente du fleuve Mississippi, en se justifiant d'avoir quitté la route du nord selon les instructions qu'il avait reçues par la peur d'être abandonné de ses deux compagnons résolus à descendre le fleuve : il dit alors avoir choisi de « préférer ma propre conservation à la passion violente qu'avoit le Sieur de la Salle de jouir seul de la gloire de cette Découverte,. »
La Salle étant mort assassiné en 1687, Hennepin ne craint pas, dans cette Nouvelle découverte, de « revendiquer la primeur de la découverte de l’embouchure du grand fleuve », exploit qu'il aurait accompli entre le 7 mars et le 10 avril 1680, soit deux ans avant La Salle, qui est arrivé à l'embouchure du Mississippi le 6 avril 1682. En quelque trente jours, Hennepin aurait donc descendu le Mississippi jusqu'au golfe du Mexique et l'aurait ensuite remonté jusqu'à l'embouchure de la rivière Wisconsin, soit une distance totale de 4 800 km, dont 2 735 km à contre-courant en neuf jours, ce qui est d'une totale impossibilité physique, ainsi que l'a établi l'étude « définitive » de Jean Delanglez. Hennepin dit avoir caché cet exploit « jusques à présent pour ne pas donner de chagrin au Sieur de la Salle, qui vouloit avoir seul toute la gloire et toute la connoissance la plus secrète de cette Découverte ». Il s'agit là d'une prétention que rejettent la plupart des historiens : « le récit par Hennepin de sa descente et de sa remontée du Mississippi [...] se révèle comme un tissu d'invraisemblances et même d'absurdités,. »
Il est à noter que Hennepin a paraphrasé ou copié « sans vergogne, une bonne partie du récit composé par Le Clercq d'après la relation de Zénobe Membré », un récollet qui avait accompagné La Salle dans la descente du fleuve en 1682 et dont le journal avait été publié dans le Premier établissement de la Foy, de Chrétien Le Clercq paru en 1691,. Un des exemples les plus flagrants est le passage de cet ouvrage mentionnant la présence de La Salle au village de Koroa le 29 mars 1682, qui était alors le jour de Pâques. Hennepin reprend cette information sans prendre en compte que, en 1680, Pâques tombait le 21 avril alors que, selon son récit, il serait arrivé dans ce même village le 23 mars : « Nous étions alors au jour de Pasques. Mais nous ne pouvions point dire la messe, faute de vin. » Comme Hennepin dit par ailleurs avoir lu son bréviaire à chaque jour — ce qui devrait l'avoir tenu en synchronie avec le temps pascal —, une telle erreur dénonce le plagiat d'une façon incontestable,. Pour mieux documenter son récit, Hennepin emprunte aussi nombre de péripéties au récit fait par le même récollet de la seconde expédition de La Salle sur le Mississippi en 1685, tout en prenant soin d'altérer le texte afin de dissimuler son mensonge.
Hennepin avait un souci aigu de sa gloire posthume et espérait se faire reconnaître la primeur de cette découverte en dédicaçant son livre au roi de Grande-Bretagne, donnant ainsi à ce dernier « des droits sur ces terres ». En se donnant ainsi un rôle de premier plan dans la découverte de la Louisiane, il semble aussi avoir voulu « assurer un droit prioritaire d'établissement à l'Ordre des Frères mineurs sur toute la longueur des rives du grand fleuve ».
La traduction de ce livre en Angleterre dès 1699 a beaucoup contribué à stimuler l'intérêt pour la colonisation des terres situées à l'ouest du Mississippi.
Lorsque Henri de Tonti prend connaissance de cet ouvrage, il écrit à son frère : « Je ne sais pas comment le Père Louis Hennepin a eu la hardiesse de mentir si impudemment dans sa Relation. C'était un homme  insupportable à feu M. de La Salle et à tous ses gens. Il l'envoioit aux Sioux pour le reléguer. » De même, Pierre Le Moyne d'Iberville, qui avait emporté ce livre lors de son expédition sur le Mississippi, écrivit dans son journal : « C'est un homme que j'ai connu comme un ignorant, qui n'a jamais été que dans le Haut-Mississippi et n'a nulle connaissance du bord de la mer. »
Cet ouvrage est le chef-d'œuvre de Hennepin et a connu un succès mondial.

### Nouveau voyage
Dans cet ouvrage publié en 1698, Hennepin répond longuement dans la Préface aux nombreuses critiques qu'a suscitées son livre précédent, notamment le récit de sa descente du Mississippi. Il reprend dans le corps de l'ouvrage des éléments de son livre Les mœurs des Sauvages et ajoute « deux parties importantes, l'une au début (chapitres I à X), l'autre à la fin (XXXIV à XXXVIII), toutes deux empruntées presque littéralement au Premier Etablissement de la foy » de Chrestien Leclercq, faisant le récit de la descente du Mississippi par La Salle en 1682 ainsi que sa remontée du fleuve et son assassinat en 1685, événements qu'il raconte en se basant sur le récit du Père Anastase de Douai rapporté dans cet ouvrage dont il ne donne jamais le titre.
Son dessein en publiant ce livre est toujours de grandir sa réputation et d'encourager les Anglais à s'emparer de ces territoires, ainsi que de « venger son bannissement » de la France. Dans l'épître dédicatoire de Nouvelle découverte, il allait même jusqu'à offrir de servir de guide aux Anglais, tout en disparaissant lorsque l'occasion lui en sera donnée. Dès le titre de ce livre, il mentionne le nom de La Salle et l'associe aux mines de Sainte-Barbe, afin de salir sa réputation et de témoigner de son « amour de la patrie », en l'occurrence l'Espagne.

### La Morale pratique du jansénisme
Cet ouvrage de 1698 est à la fois une sorte d'autobiographie et un brûlot dirigé contre les autorités de l'Église à Utrecht qu'il accuse faussement de tendances jansénistes et d'avoir compromis son honneur alors qu'il cherchait à implanter une station franciscaine à Utrecht au mépris des ententes en vigueur,.

## Réception et postérité
Par ses récits de voyages, « Louis Hennepin fut l’auteur populaire le plus à la mode ; son œuvre ne connut pas moins de 46 éditions » et a été traduite en néerlandais, en anglais, en allemand, en italien et en espagnol. Il a fait connaître au public européen les chutes du Niagara et les chutes de Saint Anthony sur le Mississippi, à proximité de Minneapolis. Dans ses descriptions, il s’intéresse beaucoup aux possibilités agricoles et commerciales offertes par les régions visitées ainsi qu’à la navigation et à la possibilité de construction de villes.
Au cours des XVIIIe et XIXe siècles les ouvrages du Père Hennepin ont généralement été reconnus comme véridiques.
Les plagiats massifs que Hennepin a faits du Premier établissement de la foy devaient rester longtemps ignorés en raison du fait que l'ouvrage de Chrétien Le Clercq avait été promptement retiré du commerce à la suite des pressions des jésuites auprès du gouvernement, de sorte que cet ouvrage n'a été découvert par le public savant que dans la seconde moitié du XIXe siècle. Il en va de même pour les lettres de La Salle, seulement portées à la connaissance du public en 1879 par Pierre Margry,. En 1844, l'historien américain Jared Sparks révèle que Hennepin s'est approprié le récit du Père Membré en modifiant les dates et les noms des protagonistes. À la suite de la publication de ces documents, la réputation du Père Hennepin s'effondre. En France, Gravier qualifie le moine de « Révérend Père menteur : vain, suffisant, exagéré, et même menteur ». Chinard le décrit comme un « homme du moyen âge », « affligé d'un orgueil rare », en plus d'être ignorant et fielleux. Pour Louant, c'est un personnage « dominateur, vantard et vaniteux », dont il souligne aussi l'opportunisme, l'hypocrisie, le mensonge, la basse courtisanerie, l'outrecuidance et un désir de vengeance qui en font un cas pathologique.
Pour la plupart des historiens modernes, Hennepin figure au palmarès des mystificateurs en matière de grandes découvertes pour s'être outrageusement approprié la descente du Mississippi effectuée par La Salle. Outre que c'est là un exploit matériellement impossible en si peu de temps et avec un si frêle esquif, le récit qu'en fait Hennepin « est rempli de contradictions et d'invraisemblances. » Armand Louant — dont le livre sur la question est reconnu comme « un travail critique remarquable » —, attribue à Hennepin une part de responsabilité dans la rivalité croissante opposant la France et l'Angleterre pour la colonisation de l'Amérique à partir de la fin du XVIIe siècle.
Exception faite de la prétendue descente du Mississippi, les ouvrages du Père Hennepin gardent toutefois une réelle valeur par le témoignage qu'ils apportent sur la vie au Canada durant cette période. C. Broué souligne aussi la qualité littéraire du récit : « Dans la Nouvelle Découverte, l'aventure se corse, la relation étoffe Ennemis et Héros par divers procédés narratifs qui concourent à la dramatisation du récit. Progressivement, le missionnaire acquiert l'étoffe du parfait explorateur : autorité, courage, esprit de décision. Magnifié, l'auteur devient ainsi le véritable héros de son texte. »
Hennepin est resté très présent dans la toponymie du Minnesota : le comté de Hennepin, dont le siège est Minneapolis; l'avenue Hennepin à Minneapolis; le pont Hennepin Avenue Bridge sur le Mississippi; le parc d’État « Father Hennepin State Park », au centre du Minnesota. Il y a aussi le canal Hennepin, maintenant abandonné, qui reliait le Mississippi à l'Illinois (121 km de long).

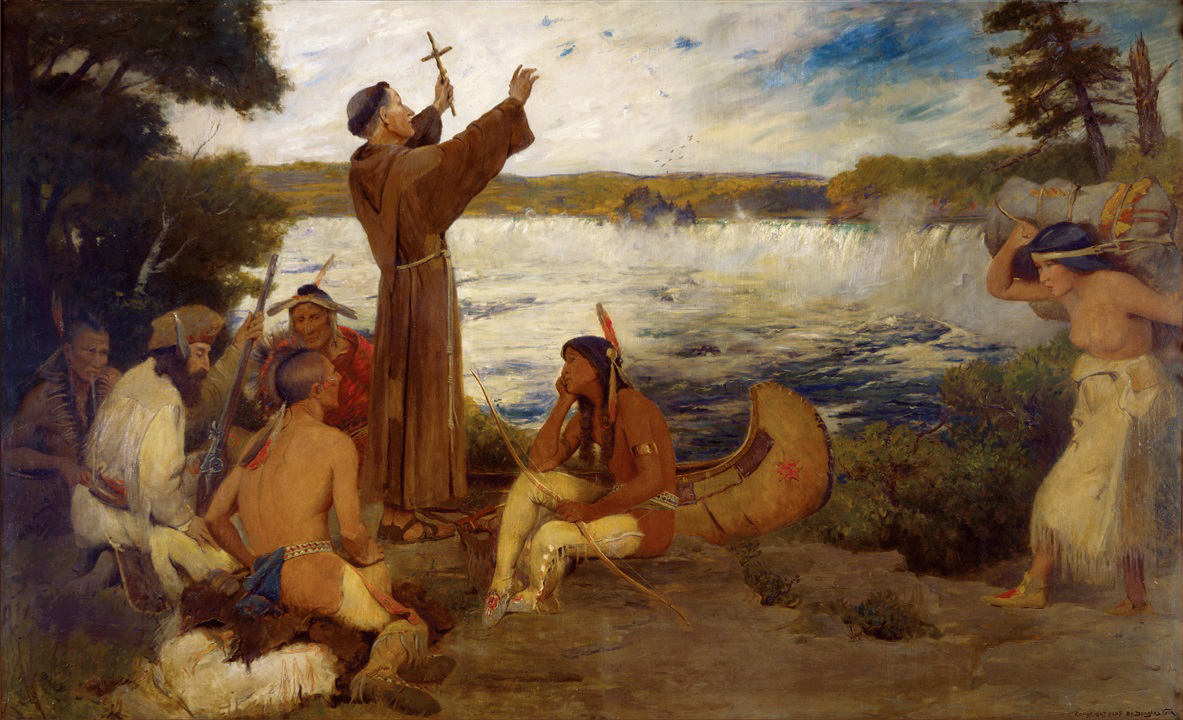
Le père Hennepin près de Saint Anthony Falls, par Douglas Volk (vers 1905). Minnesota State Capitol, Saint Paul.
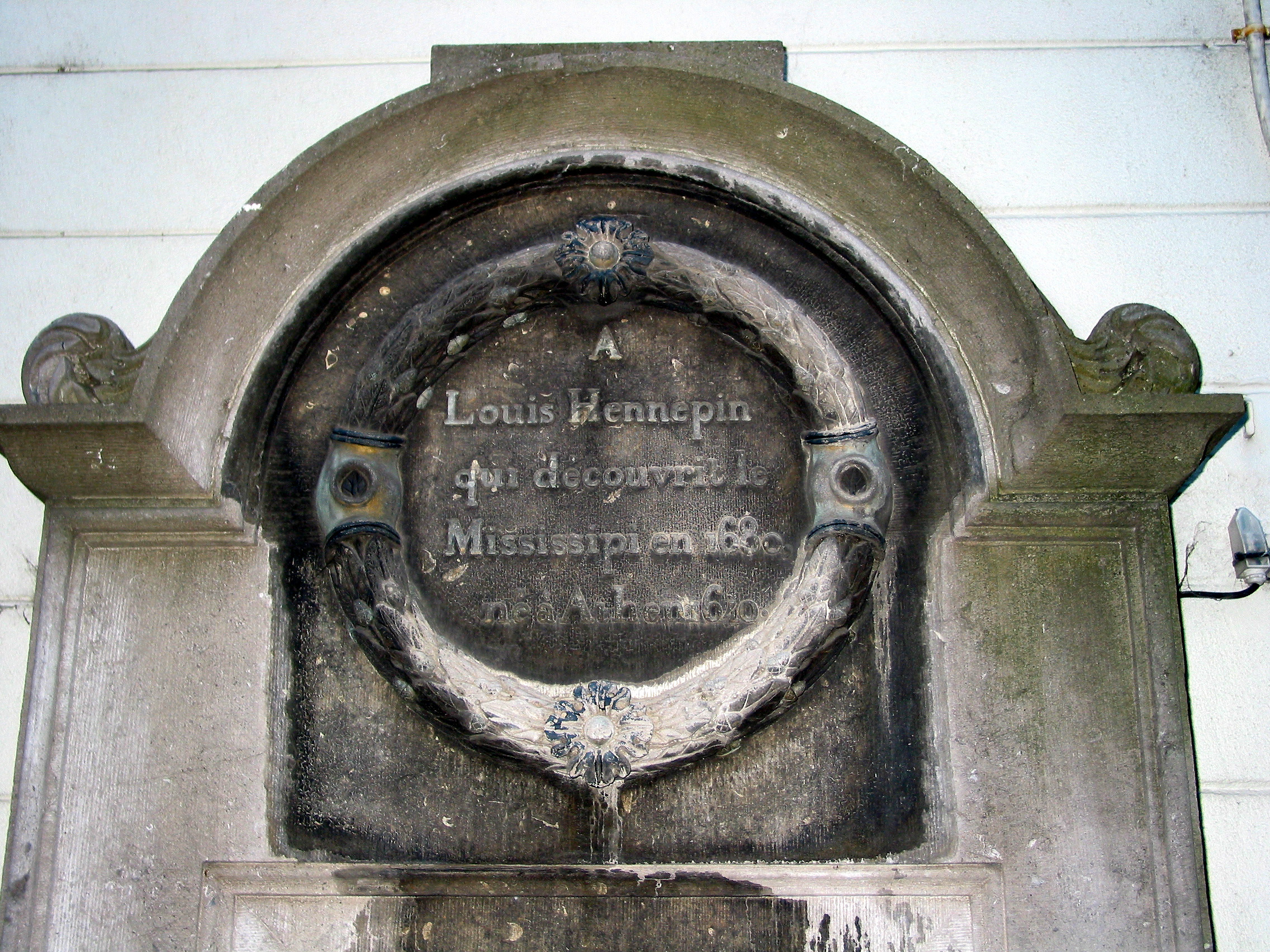
Ath, sa ville natale, se souvient de Hennepin.
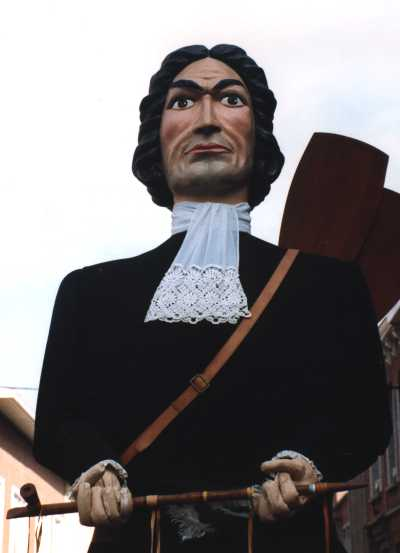
Le Géant Hennepin, Ath, Belgique.
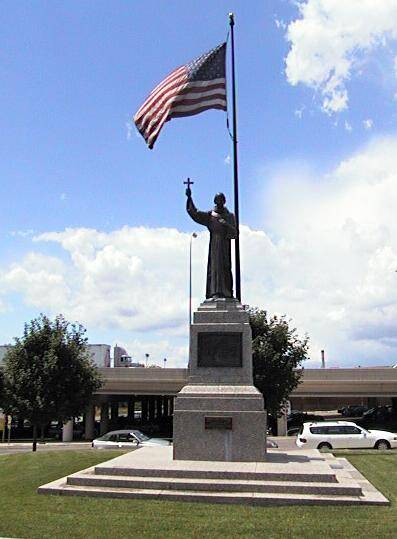
Statue du père Hennepin à Minneapolis, États-Unis.
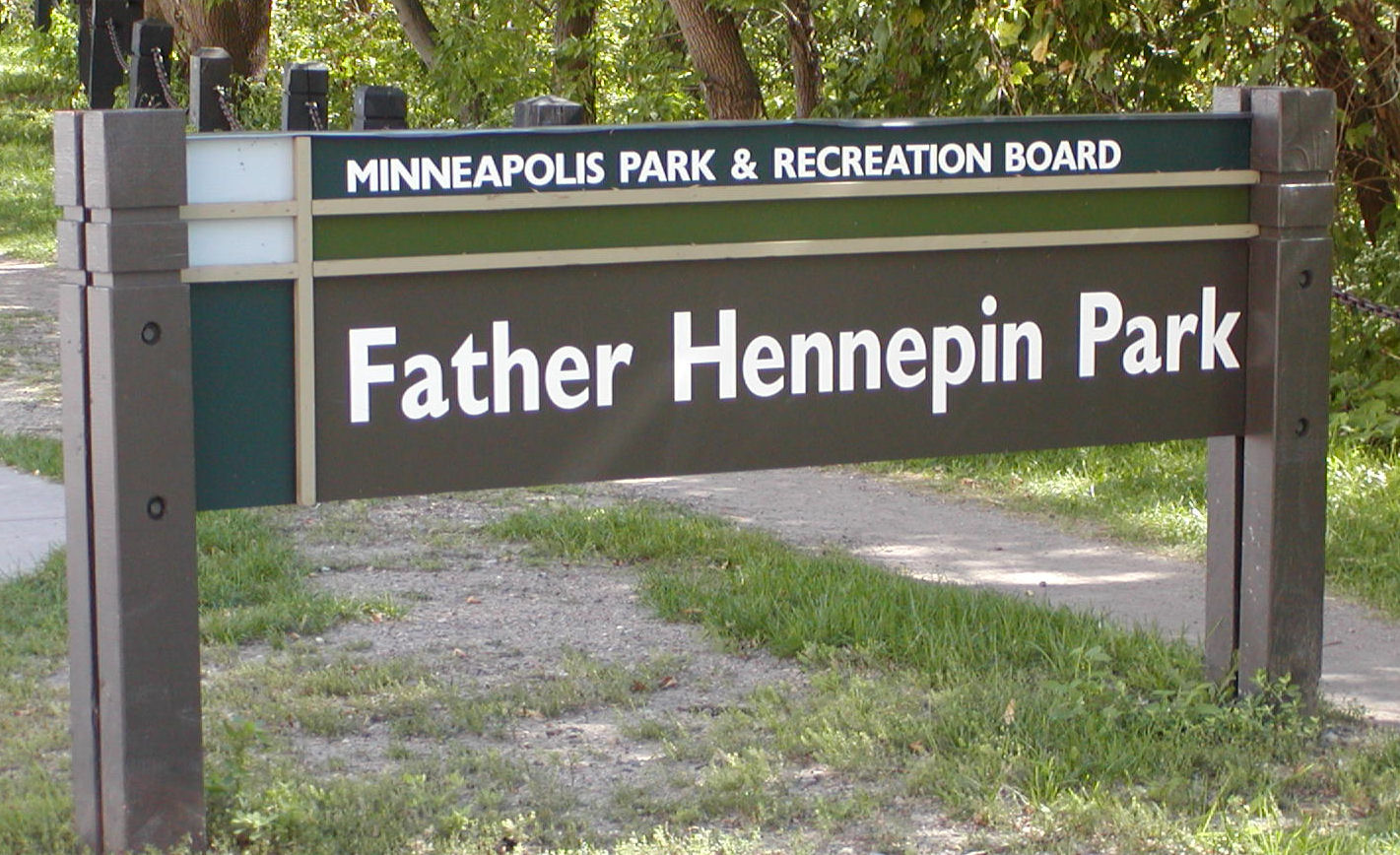
Le parc d'État Louis Hennepin au Minnesota.

## Ouvrages de Hennepin
- Description de la Louisiane, nouvellement decouverte au Sud Oüest de la Nouvelle France... Avec la carte du pays, Paris, Veuve Sébastien Huré, 1683, 107 p. (lire en ligne)
- Nouvelle découverte d’un très grand pays situé dans l'Amérique, entre le Nouveau Mexique et la mer Glaciale... avec les cartes & les figures nécessaires, & de plus l'histoire naturelle & morale, & les avantages, qu'on peut en tirer par l'établissement des colonies le tout dédié à sa majesté britannique Guillaume III, Utrecht, Guillaume Broedelet, 1697, 506 p. (lire en ligne)[n 25].
- Nouveau voyage d’un païs plus grand que l'Europe : avec les reflections des entreprises du Sieur de la Salle, sur les mines de St Barbe, &c, enrichi de la carte, de figures expressives, des mœurs & manières de vivre des sauvages du Nord, & du Sud, Utrecht, A. Schouten, 1698, 389 p. (lire en ligne)
- La morale pratique du Jansenisme ou appel comme d’abus, Utrecht, Veuve Renswou, 1698, 232 p. (lire en ligne)